# Veikkausliiga 1998
La Veikkausliiga 1998 fu l'ottantanovesima edizione della massima serie del campionato finlandese di calcio, la nona come Veikkausliiga. Il campionato, con il formato a girone unico e composto da dieci squadre, venne vinto dalla neopromossa Haka. Capocannoniere del torneo fu Matti Hiukka, calciatore del RoPS, con 11 reti realizzate.

## Stagione

### Novità
Dalla Veikkausliiga 1997 vennero retrocessi l'Inter Turku e il TP-Seinäjoki, mentre dalla Ykkönen sono stati promossi l'Haka e il Pallokerho-35, vincitore dello spareggio contro il TP-Seinäjoki.

### Formula
Le dieci squadre si affrontavano tre volte nel corso del campionato, per un totale di 27 giornate. La prima classificata era decretata campione di Finlandia e veniva ammessa alla UEFA Champions League 1999-2000. La seconda classificata veniva ammessa alla Coppa UEFA 1999-2000. Se la vincitrice della Suomen Cup, ammessa alla Coppa UEFA 1999-2000, si classificava al secondo posto, anche la terza classificata veniva ammessa alla Coppa UEFA. L'ultima classificata veniva retrocessa direttamente in Ykkönen, mentre la nona classificata affrontava la seconda classificata in Ykkönen in uno spareggio promozione/retrocessione.

## Squadre partecipanti
| Club          | Città        | Stadio                        | Stagione 1997             |
| ------------- | ------------ | ----------------------------- | ------------------------- |
| FinnPa        | Helsinki     | Töölön Pallokenttä            | 3º posto in Veikkausliiga |
| Haka          | Valkeakoski  | Tehtaan kenttä                | 1º posto in Ykkönen       |
| HJK           | Helsinki     | Töölön pallokenttä            | Campione di Finlandia     |
| Jaro          | Jakobstad    | Jakobstads centralplan        | 8º posto in Veikkausliiga |
| Jazz          | Pori         | Porin stadion                 | 7º posto in Veikkausliiga |
| MyPa          | Anjalankoski | Saviniemi                     | 5º posto in Veikkausliiga |
| Pallokerho-35 | Helsinki     | Aava Areena                   | 2º posto in Ykkönen       |
| RoPS          | Rovaniemi    | Rovaniemen Keskuskenttä       | 6º posto in Veikkausliiga |
| TPS           | Turku        | Kupittaa                      | 4º posto in Veikkausliiga |
| VPS           | Vaasa        | Hietalahden jalkapallostadion | 2º posto in Veikkausliiga |

## Classifica finale
|  | Pos. | Squadra       | Pt | G  | V  | N  | P  | GF | GS | DR  |
|  | ---- | ------------- | -- | -- | -- | -- | -- | -- | -- | --- |
|  | 1.   | Haka          | 48 | 27 | 13 | 9  | 5  | 46 | 31 | +15 |
|  | 2.   | VPS           | 45 | 27 | 12 | 9  | 6  | 42 | 27 | +15 |
|  | 3.   | Pallokerho-35 | 44 | 27 | 11 | 11 | 5  | 36 | 24 | +12 |
|  | 4.   | HJK           | 38 | 27 | 9  | 11 | 7  | 33 | 31 | +2  |
|  | 5.   | Jazz          | 35 | 27 | 9  | 8  | 10 | 37 | 36 | +1  |
|  | 6.   | TPS           | 34 | 27 | 8  | 10 | 9  | 25 | 31 | -6  |
|  | 7.   | MyPa          | 32 | 27 | 8  | 8  | 11 | 35 | 39 | -4  |
|  | 8.   | RoPS          | 32 | 27 | 6  | 14 | 7  | 27 | 31 | -4  |
|  | 9.   | FinnPa        | 26 | 27 | 5  | 11 | 11 | 37 | 43 | -6  |
|  | 10.  | Jaro          | 21 | 27 | 4  | 9  | 14 | 25 | 50 | -25 |

Legenda:
      Campione di Finlandia e ammessa alla UEFA Champions League 1999-2000
      Ammesse in Coppa UEFA 1999-2000
      Ammessa in Coppa Intertoto 1999
 Ammessa allo spareggio promozione-retrocessione
      Retrocesse in Ykkönen
Note:
Tre punti a vittoria, uno a pareggio, zero a sconfitta.

## Spareggio promozione/retrocessione
|        | Risultati |        | Luogo e data             |
| ------ | --------- | ------ | ------------------------ |
| TPV    | 1-1       | FinnPa | Tampere, ? ottobre 1998  |
| FinnPa | 2-2 (gfc) | TPV    | Helsinki, ? ottobre 1998 |
|        |           |        |                          |

## Statistiche

### Classifica marcatori
| Gol |  |  | Giocatore       | Squadra       |
| --- |  |  | --------------- | ------------- |
| 11  |  |  | Matti Hiukka    | RoPS          |
| 10  |  |  | Oleg Ivanov     | Haka          |
| 10  |  |  | Valerij Popovič | Haka          |
| 9   |  |  | Kalle Lehtinen  | Pallokerho-35 |
| 9   |  |  | Sükrü Uzuner    | FinnPa        |
| 8   |  |  | Jukka Ruhanen   | Haka          |
| 8   |  |  | Kimmo Tarkkio   | VPS           |